# Окс, Филипп
Филипп Окс (нем. Philipp Ochs; 17 апреля 1997 года, Вертхайм, Баден-Вюртемберг) — немецкий футболист, полузащитник австрийского клуба «Фёрст».

## Клубная карьера
С 12 лет находится в системе «Хоффенхайма».
15 августа 2015 года дебютировал в Бундеслиге, в поединке «Хоффенхайма» против «Байера», выйдя на замену на 82-й минуте вместо Ойгена Полански. К концу сезона 2015/16 стал регулярно попадать в основной состав. В общей сложности, за сезон провёл 12 поединков.
В январе 2020 года Филипп Окс перешел в клуб Второй Бундеслиги «Ганновер 96» и подписал контракт до 2022 года.
31 июля 2023 года перешёл в австрийский «Фёрст», подписав двухлетний контракт.

## Карьера в сборной
С 2011 года привлекался в молодёжные и юношеские сборные Германии.